# Dongxia, Shandong
Dongxia (kinesiska: 东夏镇, 东夏) är en köping i Kina. Den ligger i provinsen Shandong, i den östra delen av landet, omkring 140 kilometer öster om provinshuvudstaden Jinan. Antalet invånare är 84 083. Befolkningen består av 42 061 kvinnor och 42 022 män. Barn under 15 år utgör 14,0 %, vuxna 15-64 år 74 %, och äldre över 65 år 10,0 %.
Genomsnittlig årsnederbörd är 733 millimeter. Den regnigaste månaden är juli, med i genomsnitt 262 mm nederbörd, och den torraste är januari, med 9 mm nederbörd.